# فيليب فويانوفيتش
فيليب فويانوفيتش (بالمونتينيغرية: Filip Vujanović)، ولد في 1 سبتمبر 1954 في بلغراد في يوغوسلافيا، رئيس الجبل الأسود منذ عام 2003 وهو أول رئيس للجبل الأسود، وحقق انتصاراً ساحقاً في الانتخابات يوم 6 أبريل سنة 2008، وبدأ رئاسته في 21 مايو 2008 وهو يقضي رئاسته الثانية.

## روابط خارجية
- فيليب فويانوفيتش على موقع مونزينجر (الألمانية)